# Uahuka
Uahuka Berland, 1935 è un genere di ragni appartenente alla famiglia Linyphiidae.

## Etimologia
Il genere prende il nome dall'isola di Ua Huka, dell'arcipelago delle isole Marchesi.

## Distribuzione
Le due specie oggi note di questo genere sono endemismi delle isole Marchesi, appartenenti alla Polinesia francese.

## Tassonomia
L'aracnologo Levi, in un suo lavoro (1972b) propose di trasferire questo genere alla famiglia Symphytognathidae; un successivo studio di Brignoli (1980j) respinse questa tesi.
Dal 1935 non sono stati esaminati esemplari di questo genere.
A dicembre 2012, si compone di due specie:
- Uahuka affinis Berland, 1935 — isole Marchesi
- Uahuka spinifrons Berland, 1935[3] — isole Marchesi